# Mathias Sancassiani
Mathias „Metty“ Sancassiani (* 5. Januar 1907 in Esch an der Alzette; † 23. Februar 1972 ebenda) war ein luxemburgischer Boxer.

## Werdegang
Mathias Sancassiani nahm an den Olympischen Sommerspielen 1928 in Amsterdam und 1936 in Berlin teil. Beide Male verlor er im Weltergewicht seinen ersten Kampf und schied aus.